# Artem Blošenko
Artem Blošenko (ukrajinsky Артем Блошенко) nebo (anglicky Artem Bloshenko), (* 1. února 1985 v Doněcku, Sovětský svaz) je ukrajinský zápasník – judista.

## Sportovní kariéra
Připravuje se pod vedením Petra Kudrjavceva a Vitalije Charlamova. V začátcích své sportovní kariéry v ukrajinské seniorské reprezentaci sváděl nominační boje s často zraněným Vitalijem Bubonem a Vjačeslavem Denysovem. V jeho polotěžké váze zápasil jeho starší bratr Andrij, který se však mezi světovou špičku neprosadil. V roce 2011 pomohl ukrajinskému týmu k zisku zlaté medaile na mistrovství Evropy. V roce 2012 se kvalifikoval na olympijské hry v Londýně, kde vypadl ve druhém kole s Korejcem Hwang Hui-tem. V roce 2016 se kvalifikoval na olympijské hry v Riu a svým výkonem předčil všechna očekávání. V prvním kole porazil na ippon Uzbeka Soyiba Kurbonova kombinací ko-soto-gake a tani-otoši, v kole druhém a třetím porazil na ippon Pákistánce Shaha Hussaina Shaha a Korejce Čo Ku-hama technikou sumi-gaeši. Ve čtvrtfinále vybodoval na wazari Němce Karla-Richarda Freye zalamovákem ko-soto-gake a jeho spanilou jízdu turnajem ukončil až v semifinále na ippon Ázerbájdžánec Elmar Gasimov technikou tani-otoši. V boji o třetí místo se utkal s Japoncem Rjúnosukem Hagou a prohrál s ním v boji na zemi po nasazeném škrcení. Obsadil 5. místo.

### Vítězství
- 2011 – 1x světový pohár (Apia)
- 2013 – 1x světový pohár (Tallinn)
- 2014 – 1x světový pohár (Tbilisi)
- 2015 – 1x světový pohár (Kluž)
- 2016 – 1x světový pohár (Havana)

## Výsledky
| Olympijské hry     | —   |     |    |     | — |     |     |     | úč. |     |     |     | 5.  |  |  |  |  |  |  |  |  |  |  |  |
| Mistrovství světa  |     | —   |    | —   |   | 5.  | úč. | úč. |     | úč. | úč. | úč. |     |  |  |  |  |  |  |  |  |  |  |  |
| Evropské hry       |     |     |    |     |   |     |     |     |     |     |     | úč. |     |  |  |  |  |  |  |  |  |  |  |  |
| Mistrovství Evropy | —   | —   | —  | úč. | — | úč. | 5.  | úč. | úč. | úč. | 7.  | úč. | úč. |  |  |  |  |  |  |  |  |  |  |  |
| ME do 23 let       | —   | úč. | 7. | 1.  |   |     |     |     |     |     |     |     |     |  |  |  |  |  |  |  |  |  |  |  |
| MS juniorů         | úč. |     |    |     |   |     |     |     |     |     |     |     |     |  |  |  |  |  |  |  |  |  |  |  |
| ME juniorů         | 2.  |     |    |     |   |     |     |     |     |     |     |     |     |  |  |  |  |  |  |  |  |  |  |  |